# Piriqueta sulfurea
Piriqueta sulfurea är en passionsblomsväxtart som beskrevs av Urban, Amp; Rolfe och Ignatz Urban. Piriqueta sulfurea ingår i släktet Piriqueta och familjen passionsblomsväxter. Inga underarter finns listade i Catalogue of Life.